# Carlo Mancini (pittore)
Carlo Mancini (Milano, 28 febbraio 1829 – Milano, 10 marzo 1910) è stato un pittore italiano.

## Biografia
Proveniente da un'antica e nobile famiglia milanese, si forma all'interno di un clima culturale di orientamento liberale. Frequenta alcuni dei maggiori esponenti del mondo musicale milanese, regolarmente ospiti nella villa della famiglia a Merate, tra cui Gioachino Rossini, Gaetano Donizetti, Giuseppe Verdi e Arrigo Boito, con il quale stringe una profonda amicizia. Probabilmente è avviato alla pittura dallo zio materno, il paesista Rinaldo Barbiano di Belgioioso. 
La sua formazione sotto la guida di Giuseppe Bisi, che allora ricopriva la cattedra di paesaggio all'Accademia di Brera, è documentata soltanto da un saggio di fine corso del 1957 ma dal momento che il suo nome non risulta nei documenti accademici ufficiali è stata recentemente avanzata l'ipotesi che l'apprendistato pittorico si sia svolto al di fuori dell'istituzione. Il precoce contatto con la pittura di paesaggio inglese, grazie ad un viaggio in Bretagna e Normandia, orienta gli interessi artistici di Mancini verso una fedele rappresentazione dal vero, moderata però da suggestioni tardo romantiche nell'impiego della luce. 
Fino al suo ritiro dalle esposizioni, nel 1875, interpreta soggetti rurali, perlopiù tratti dalla campagna brianzola e dalle impressioni ricavate dal giovanile soggiorno in Normandia, che riscuotono il favore della critica e gli garantiscono alcuni riconoscimenti ufficiali. Risale alla seconda metà degli anni Settanta una ricca serie di schizzi di viaggio eseguiti ad olio e all'acquerello che documentano i suoi spostamenti attraverso la Scozia e, in seguito, l'Estremo Oriente (Egitto, India e Birmania).

## Stile
Carlo Mancini è stato principalmente un paesista (o paesaggista) e tale sua inclinazione nacque dopo un primo viaggio in Bretagna e Normandia che lo portò ad entrare in contatto con le scuole francesi del suo tempo e con la pittura naturalistica di tipo inglese aventi per oggetto il paesaggio. Proprio grazie a questo studio dei grandi paesisti inglesi delle prime decadi dell’Ottocento, Carlo Mancini concentrò il suo lavoro su temi rurali, principalmente tratti da scene della campagna brianzola o sui ricordi del suo soggiorno in Bretagna e Normandia.